# Jan Baptiste Lauwers
Jan Baptiste Lauwers (Antwerpen, 31 december 1755 - Antwerpen, 30 maart 1829) was een bibliofiel en stadsbibliothecaris van de Antwerpse Stadsbibliotheek.

## Leven
Jan Baptiste Lauwers werd geboren op 31 december 1755 in Antwerpen, waar hij studeerde bij de Augustijnen en later tekenlessen volgde aan de Academie. Hij had een grote passie voor lezen en boeken. Op aanraden van Jacob Thomas Jozef Wellens vertrok hij in 1775 naar Parijs om daar letterkunde te bestuderen in de koninklijke bibliotheek met de hulp van de bibliothecaris Jérôme-Frédéric Bignon. Daar kreeg hij toestemming om de print collectie van Pierre-Jean Mariette te bestuderen door de Parijse boekenverkoper Pierre-François Basan. 18 maanden later keerde hij terug naar Antwerpen. In 1789 maakte hij ook een reis naar Londen om daar ook de rijkste boekenverzamelingen te bestuderen. In 1795 werd Lauwers lid van het Municipaal kanton te Antwerpen. Op 15 maart 1811 volgde hij Denis Saunier op door te beginnen werken in de Stadsbibliotheek, die toen nog gehuisvest was in het Stadhuis van Antwerpen, waar hij zes dagen later de titel van stadsbibliothecaris ontving.

### Stadsbibliotheek
Lauwers organiseerde de bibliotheek op zijn manier door de noordvleugel van de tweede verdieping van het stadhuis in drie zalen te verdelen, waarbij hij de boeken allemaal opnieuw verdeelde en rangschikte. Hij maakte ook duidelijk welke boeken de stadsverzameling arm was en deed soms aankopen om deze ontbrekende op te vullen. Indien lezers boeken vroegen die de bibliotheek niet had, leende hij zijn eigen boeken uit zijn rijke verzameling aan hen uit. In 1811 had Lauwers in zijn vrije tijd de taak op zich genomen om een catalogus te maken. Tegen het einde van 1813 had hij zijn catalogus af met 10.398 gedrukte werken en 21 handschriften. In tussentijd had de Minister de staat van alle bestaande ambtelijke bibliotheken van het Departement der Beide-Nethen opgevraagd. In de herfst van 1826 stopte Lauwers met werken in de bibliotheek op 70-jarige leeftijd en werd opgevolgd door Frederik Verachter.
Een aantal jaar later overleed Lauwers op 30 maart 1829 omringd door zijn rijke privébibliotheek die hij over de jaren heen had verzameld. Deze collectie bestond uit 2.582 items en werd na zijn dood verkocht.

## Werk
De catalogus die Lauwers maakte van de stadsbibliotheek, Catalogue des livres rares et précieux, de la bibliothèque de monsieur J.B. Lauwers, wordt bewaard in de Erfgoedbibliotheek Hendrik Conscience